# Estel matutí alcista
Estel matutí alcista (en anglès: Bullish Morning Star) és un patró d'espelmes japoneses format per tres espelmes que indica un possible canvi en la tendència baixista; rep aquesta denominació perquè la segona espelma representaria el planeta venus en fase decreixent i apareix al matí (l'estel matutí), abans de l'arribada de la claror. És un fort senyal de canvi en la tendència baixista que es forma al capdavall de la tendència.

## Criteri de reconeixement
1. La tendència prèvia és baixista
2. Es forma una primera espelma negra
3. S'obre amb un fort gap a la baixa (per dessota de l'ombra inferior de l'espelma negra)
4. Es forma una petita espelma (blanca o negra) que no omple el fort gap baixista
5. Finalment es forma una gran espelma blanca que omple el gap i tanca enmig, o per sota, de l'espelma negra

## Explicació
En un context de tendència baixista l'obertura amb un fort gap sembla confirmar la força de la tendència però la petita espelma (blanca o negre) sembla indicar una pèrdua de força relativa dels bears, més encara si aquesta és blanca. La darrera espelma blanca és una evidència que els bears ja no controlen el mercat i els bulls tenen prou força com per omplir el gap i tancar per sobre.

## Factors importants
Aquest patró serà més significatiu si es forma en una zona de suport. A vegades la força dels bulls és prou com per obrir el tercer dia amb gap a l'alça. El color de la segona espelma no és important. A vegades pot haver-hi més d'una espelma. Tot i ser un fort senyal de canvi de tendència es recomana la confirmació l'endemà en forma d'un nou gap alcista, un trencament de tendència si no ho ha fet ja, o una nova espelma blanca amb tancament superior. Per contra, si la cotització ultrapassa els límits de la segona espelma, la significació de canvi de tendència queda invalidada.